# Microdon aethiopicus
Microdon aethiopicus är en tvåvingeart som beskrevs av Camillo Rondani 1873. Microdon aethiopicus ingår i släktet myrblomflugor, och familjen blomflugor.
Artens utbredningsområde är Etiopien. Inga underarter finns listade i Catalogue of Life.